# Ревень благородный
Реве́нь благоро́дный (лат. Rheum nobile) — вид двудольных растений рода Ревень (Rheum) семейства Гречишные (Polygonaceae). Впервые описан британскими ботаниками Джозефом Долтоном Гукером и Томасом Томсоном в 1885 году.

## Распространение и среда обитания
Известен из Китая (Тибет), Афганистана, Бутана, Индии (включая Сикким) и Непала. Занесён в Мьянму.
Произрастает на склонах.

## Ботаническое описание
Крупное травянистое растение высотой 1—2 м.
Корневище утолщённое, до 8 см в диаметре.
Стебель прямой, утолщённый, голый.
Листья крупные, от округлой до яйцевидной формы, в основном голые. Прикорневые листья розеточные.
Соцветие — метёлка. Цветки жёлто-зелёные, с шестью и менее лепестками.
Семена сердцевидно-овальной формы, чёрно-бурого цвета.
Цветёт в июне и июле, плодоносит в сентябре.